# LGA 2066
LGA 2066, também conhecido como Socket R4, é um soquete de CPU da Intel que estreou com os processadores Skylake-X e Kaby Lake-X em junho de 2017. Ele substitui o LGA 2011-3 (R3) da Intel em desempenho, plataformas desktop high-end e workstation (baseadas nos chipsets X299 "Basin Falls" e C422), enquanto LGA 3647 (Socket P) substitui LGA 2011-3 (R3) nas plataformas de servidor baseadas em Skylake-SP (Xeon "Purley").

## Processadores compatíveis

### Desktop de última geração (HEDT)
Todas essas CPUs requerem o chipset Intel X299 par funcionar. Portanto, o chipset C422 é estritamente limitado para funcionar apenas com processadores de estação de trabalho.

### Kaby Lake-X
Os processadores Kaby Lake-X foram descontinuados em maio de 2018. A partir de outubro de 2019, as atualizações do BIOS para a maioria das placas-mãe baseadas no X299 removeram o suporte para os processadores Kaby Lake-X.
| Nome          | Cores (threads) | Clock Base | Turbo Boost 2.0 | Turbo Boost 2.0 | Turbo Boost 3.0 | Suporte de memória      | Cache L2           | Cache L3 (MB) | Linhas PCIe 3.0 | TDP   | Data de lançamento | Preço (USD) |
| Nome          | Cores (threads) | Clock Base | Único core      | Todos os cores  | Turbo Boost 3.0 | Suporte de memória      | Cache L2           | Cache L3 (MB) | Linhas PCIe 3.0 | TDP   | Data de lançamento | Preço (USD) |
| ------------- | --------------- | ---------- | --------------- | --------------- | --------------- | ----------------------- | ------------------ | ------------- | --------------- | ----- | ------------------ | ----------- |
| Core i5-7640X | 04 (4)          | 4.0 GHz    | 4.2 GHz         | 4.0 GHz         | —               | 2 × DDR4-2666 até 64 GB | 0256 KB por núcleo | 06            | 16              | 112 W | Q2'17              | 0$242       |
| Core i7-7740X | 04 (8)          | 4.3 GHz    | 4.5 GHz         | 4.5 GHz         | —               | 2 × DDR4-2666 até 64 GB | 0256 KB por núcleo | 08            | 16              | 112 W | Q2'17              | 0$339       |

### Série 700 Skylake-X
| Nome           | Cores (threads) | Clock base | Turbo Boost 2.0 | Turbo Boost 2.0 | Turbo Boost 3.0 | Suporte de memória       | Cache L2      | Cache L3 (MB) | Linhas PCIe 3.0 | TDP   | Data de lançamento | Preço (USD) |
| Nome           | Cores (threads) | Clock base | Único core      | Todos cores     | Turbo Boost 3.0 | Suporte de memória       | Cache L2      | Cache L3 (MB) | Linhas PCIe 3.0 | TDP   | Data de lançamento | Preço (USD) |
| -------------- | --------------- | ---------- | --------------- | --------------- | --------------- | ------------------------ | ------------- | ------------- | --------------- | ----- | ------------------ | ----------- |
| Core i7-7800X  | 06 (12)         | 3.5 GHz    | 4.0 GHz         | 4.0 GHz         | N/A             | 4 × DDR4-2400 até 128 GB | 1 MB por core | 08.25         | 28              | 140 W | Q2'17              | 0$389       |
| Core i7-7820X  | 08 (16)         | 3.6 GHz    | 4.3 GHz         | 4.0 GHz         | 4.5 GHz         | 4 × DDR4-2666 até 128 GB | 1 MB por core | 11            | 28              | 140 W | Q2'17              | 0$599       |
| Core i9-7900X  | 10 (20)         | 3.3 GHz    | 4.3 GHz         | 4.0 GHz         | 4.5 GHz         | 4 × DDR4-2666 até 128 GB | 1 MB por core | 13.75         | 44              | 140 W | Q2'17              | 0$999       |
| Core i9-7920X  | 12 (24)         | 2.9 GHz    | 4.3 GHz         | 3.8 GHz         | 4.4 GHz         | 4 × DDR4-2666 até 128 GB | 1 MB por core | 16.5          | 44              | 140 W | Q3'17              | $1199       |
| Core i9-7940X  | 14 (28)         | 3.1 GHz    | 4.3 GHz         | 3.8 GHz         | 4.4 GHz         | 4 × DDR4-2666 até 128 GB | 1 MB por core | 19.25         | 44              | 165 W | Q3'17              | $1399       |
| Core i9-7960X  | 16 (32)         | 2.8 GHz    | 4.2 GHz         | 3.6 GHz         | 4.4 GHz         | 4 × DDR4-2666 até 128 GB | 1 MB por core | 22            | 44              | 165 W | Q3'17              | $1699       |
| Core i9-7980XE | 18 (36)         | 2.6 GHz    | 4.2 GHz         | 3.4 GHz         | 4.4 GHz         | 4 × DDR4-2666 até 128 GB | 1 MB por core | 24.75         | 44              | 165 W | Q3'17              | $1999       |

### Série 9000 Skylake-X
| Nome           | Cores (threads) | Clock base | Turbo Boost 2.0 | Turbo Boost 2.0 | Turbo Boost 3.0 | Suporte de memória       | Cache L2      | Cache L3 (MB) | Linhas PCIe 3.0 | TDP   | Data de lançamento | Preço (USD) |
| Nome           | Cores (threads) | Clock base | Único core      | Todos os cores  | Turbo Boost 3.0 | Suporte de memória       | Cache L2      | Cache L3 (MB) | Linhas PCIe 3.0 | TDP   | Data de lançamento | Preço (USD) |
| -------------- | --------------- | ---------- | --------------- | --------------- | --------------- | ------------------------ | ------------- | ------------- | --------------- | ----- | ------------------ | ----------- |
| Core i7-9800X  | 8 (16)          | 3.8 GHz    | 4.4 GHz         |                 | 4.5 GHz         | 4 × DDR4-2666 até 128 GB | 1 MB por core | 16.5          | 44              | 165 W | Q4'18              | $589        |
| Core i9-9820X  | 10 (20)         | 3.3 GHz    | 4.1 GHz         |                 | 4.2 GHz         | 4 × DDR4-2666 até 128 GB | 1 MB por core | 16.5          | 44              | 165 W | Q4'18              | $889        |
| Core i9-9900X  | 10 (20)         | 3.5 GHz    | 4.4 GHz         |                 | 4.5 GHz         | 4 × DDR4-2666 até 128 GB | 1 MB por core | 19.25         | 44              | 165 W | Q4'18              | $989        |
| Core i9-9920X  | 12 (24)         | 3.5 GHz    | 4.4 GHz         |                 | 4.5 GHz         | 4 × DDR4-2666 até 128 GB | 1 MB por core | 19.25         | 44              | 165 W | Q4'18              | $1189       |
| Core i9-9940X  | 14 (28)         | 3.3 GHz    | 4.4 GHz         |                 | 4.5 GHz         | 4 × DDR4-2666 até 128 GB | 1 MB por core | 19.25         | 44              | 165 W | Q4'18              | $1387       |
| Core i9-9960X  | 16 (32)         | 3.1 GHz    | 4.4 GHz         |                 | 4.5 GHz         | 4 × DDR4-2666 até 128 GB | 1 MB por core | 22            | 44              | 165 W | Q4'18              | $1684       |
| Core i9-9980XE | 18 (36)         | 3.0 GHz    | 4.4 GHz         | 3.8 GHz         | 4.5 GHz         | 4 × DDR4-2666 até 128 GB | 1 MB por core | 24.75         | 44              | 165 W | Q4'18              | $1999       |

### Cascade Lake-X
| Nome            | Cores (threads) | Clock base | Turbo Boost 2.0 | Turbo Boost 2.0 | Turbo Boost 3.0 | Suporte de memória       | Cache L2      | Cache L3 (MB) | Linhas PCIe 3.0 | TDP  | Data de lançamento | Prreço (USD) |
| Nome            | Cores (threads) | Clock base | Único core      | Todos os cores  | Turbo Boost 3.0 | Suporte de memória       | Cache L2      | Cache L3 (MB) | Linhas PCIe 3.0 | TDP  | Data de lançamento | Prreço (USD) |
| --------------- | --------------- | ---------- | --------------- | --------------- | --------------- | ------------------------ | ------------- | ------------- | --------------- | ---- | ------------------ | ------------ |
| Core i9-10900X  | 10 (20)         | 3.7 GHz    | 4.5 GHz         | 4.3 GHz         | 4.7 GHz         | 4 × DDR4-2933 até 256 GB | 1 MB por core | 19.25         | 48              | 165W | Q4'19              | $599         |
| Core i9-10920X  | 12 (24)         | 3.5 GHz    | 4.6 GHz         | 4.3 GHz         | 4.8 GHz         | 4 × DDR4-2933 até 256 GB | 1 MB por core | 19.25         | 48              | 165W | Q4'19              | $700         |
| Core i9-10940X  | 14 (28)         | 3.3 GHz    | 4.6 GHz         | 4.1 GHz         | 4.8 GHz         | 4 × DDR4-2933 até 256 GB | 1 MB por core | 19.25         | 48              | 165W | Q4'19              | $797         |
| Core i9-10980XE | 18 (36)         | 3.0 GHz    | 4.6 GHz         | 3.8 GHz         | 4.8 GHz         | 4 × DDR4-2933 até 256 GB | 1 MB por core | 24.75         | 48              | 165W | Q4'19              | $1000        |

## Workstation
Observe que certos tipos de processadores Xeon não funcionarão neste soquete, como o Skylake-P.

### Skylake-W
| Nome        | Cores (threads) | Clock base | Turbo Boost 2.0 | Turbo Boost 2.0 | Suporte de memória       | Cache L2      | Cache L3 (MB) | Linhas PCIe 3.0 | TDP   | Data de lançamento | Preço (USD) |
| Nome        | Cores (threads) | Clock base | Único core      | Todos os cores  | Suporte de memória       | Cache L2      | Cache L3 (MB) | Linhas PCIe 3.0 | TDP   | Data de lançamento | Preço (USD) |
| ----------- | --------------- | ---------- | --------------- | --------------- | ------------------------ | ------------- | ------------- | --------------- | ----- | ------------------ | ----------- |
| Xeon W‑2102 | 04 (4)          | 2.9 GHz    | N/A             | N/A             | 4 x DDR4‑2400 até 512 GB | 1 MB por core | 08.25         | 48              | 120 W | Q3'17              | $202        |
| Xeon W‑2104 | 04 (4)          | 3.2 GHz    | N/A             | N/A             | 4 x DDR4‑2400 até 512 GB | 1 MB por core | 08.25         | 48              | 120 W | Q3'17              | $255        |
| Xeon W‑2123 | 04 (8)          | 3.6 GHz    | 3.9 GHz         | 3.7 GHz         | 4 × DDR4‑2666 até 512 GB | 1 MB por core | 08.25         | 48              | 120 W | Q3'17              | $294        |
| Xeon W‑2125 | 04 (8)          | 4.0 GHz    | 4.5 GHz         | 4.4 GHz         | 4 × DDR4‑2666 até 512 GB | 1 MB por core | 08.25         | 48              | 120 W | Q3'17              | $444        |
| Xeon W‑2133 | 06 (12)         | 3.6 GHz    | 3.9 GHz         | 3.8 GHz         | 4 × DDR4‑2666 até 512 GB | 1 MB por core | 08.25         | 48              | 140 W | Q3'17              | $617        |
| Xeon W‑2135 | 06 (12)         | 3.7 GHz    | 4.5 GHz         | 4.4 GHz         | 4 × DDR4‑2666 até 512 GB | 1 MB por core | 08.25         | 48              | 140 W | Q3'17              | $835        |
| Xeon W‑2145 | 08 (16)         | 3.7 GHz    | 4.5 GHz         | 4.3 GHz         | 4 × DDR4‑2666 até 512 GB | 1 MB por core | 11            | 48              | 140 W | Q3'17              | $1113       |
| Xeon W‑2155 | 10 (20)         | 3.3 GHz    | 4.5 GHz         | 4.0 GHz         | 4 × DDR4‑2666 até 512 GB | 1 MB por core | 13.75         | 48              | 140 W | Q3'17              | $1440       |
| Xeon W‑2175 | 14 (28)         | 2.5 GHz    | 4.3 GHz         | 3.3 GHz         | 4 × DDR4‑2666 até 512 GB | 1 MB por core | 19.25         | 48              | 140 W | Q4'17              | $1950       |
| Xeon W‑2195 | 18 (36)         | 2.3 GHz    | 4.3 GHz         | 3.2 GHz         | 4 × DDR4‑2666 até 512 GB | 1 MB por core | 24.75         | 48              | 140 W | Q3'17              | $2553       |

### Cascade Lake-W
| Nome        | Cores (threads) | Clock base | Turbo Boost 2.0 | Turbo Boost 2.0 | Turbo Boost 3.0 | Suporte de memória     | Cache L2      | Cache L3 (MB) | Linhas PCIe 3.0 | TDP   | Data de lançamento | Preço (USD) |
| Nome        | Cores (threads) | Clock base | Único core      | Todos os cores  | Turbo Boost 3.0 | Suporte de memória     | Cache L2      | Cache L3 (MB) | Linhas PCIe 3.0 | TDP   | Data de lançamento | Preço (USD) |
| ----------- | --------------- | ---------- | --------------- | --------------- | --------------- | ---------------------- | ------------- | ------------- | --------------- | ----- | ------------------ | ----------- |
| Xeon W-2223 | 4 (8)           | 3.6 GHz    | 3.9 GHz         | 3.7 GHz         | N/A             | 4 × DDR4‑2666 até 1 TB | 1 MB por core | 8.25          | 48              | 120 W | Q4'19              | $297        |
| Xeon W-2225 | 4 (8)           | 4.1 GHz    | 4.6 GHz         | 4.5 GHz         | N/A             | 4 x DDR4-2933 até 1 TB | 1 MB por core | 8.25          | 48              | 105 W | Q4'19              | $444        |
| Xeon W-2235 | 6 (12)          | 3.8 GHz    | 4.6 GHz         | 4.3 GHz         | N/A             | 4 x DDR4-2933 até 1 TB | 1 MB por core | 8.25          | 48              | 130 W | Q4'19              | $555        |
| Xeon W-2245 | 8 (16)          | 3.9 GHz    | 4.5 GHz         | 4.5 GHz         | 4.7 GHz         | 4 x DDR4-2933 até 1 TB | 1 MB por core | 16.5          | 48              | 155 W | Q4'19              | $667        |
| Xeon W-2255 | 10 (20)         | 3.7 GHz    | 4.5 GHz         | 4.3 GHz         | 4.7 GHz         | 4 x DDR4-2933 até 1 TB | 1 MB por core | 19.25         | 48              | 165 W | Q4'19              | $778        |
| Xeon W-2265 | 12 (24)         | 3.5 GHz    | 4.6 GHz         | 4.3 GHz         | 4.8 GHz         | 4 x DDR4-2933 até 1 TB | 1 MB por core | 19.25         | 48              | 165 W | Q4'19              | $944        |
| Xeon W-2275 | 14 (28)         | 3.3 GHz    | 4.6 GHz         | 4.1 GHz         | 4.8 GHz         | 4 x DDR4-2933 até 1 TB | 1 MB por core | 19.25         | 48              | 165 W | Q4'19              | $1112       |
| Xeon W-2295 | 18 (36)         | 3.0 GHz    | 4.6 GHz         | 3.8 GHz         | 4.8 GHz         | 4 x DDR4-2933 até 1 TB | 1 MB por core | 24.75         | 48              | 165 W | Q4'19              | $1333       |